# Буковинські німці
Буковинські німці (нім. die Bukowinadeutschen) — етнічна група німецьких переселенців, що мешкала в період з 1780 до 1940 рр. на території Буковини — історичного регіону, розташованого між середньою течією Дністра та головним Карпатським хребтом у долинах верхньої течії Пруту та Сірету.

## Історія

Товариство християнських німців

Перші відомості про німців на Буковині знаходимо вже в середні віки. Це були комерсанти (торгівці), які прийшли сюди з Семигороддя. Вони осіли в містах Сірет і Сучава, а згодом і східніше в деяких молдавських містечках.
Приєднання Буковини до Австрії у 1775 році викликало нову хвилю імміграції німців. Спочатку це були колишні військові, службовці та ремісники, які спершу поселялися в Чернівцях, Сереті та Сучаві. І тільки у 80 ті роки XVIII століття почалася імміграція швабських селян, частина яких прийшла з Банату, не діставши там змоги поселитися.
Другою великою хвилею імміграції німців на Буковину вважається розселення німців-богемців в середині XIX століття, переважно на великих приватних землеволодіннях та в горах Карпатах. Німці стали першими на Буковині професійними ремісниками: слюсарями, годинникарями, ювелірами, чинбарями, кушнірами, каретними майстрами, бляхарями, столярами, теслярами, броварями, каменярами.
За першим австрійським переписом населення 1869 року, загальне число жителів Буковини становило 533 964 чоловік, серед яких налічувалось 10 479 євангельських та 29 502 католицьких німців. У Чернівці переселилися німецькі чиновники, вчителі, священики, лікарі, які склали значну частину чернівецької еліти.
Відомо, що мережа німецьких поселень Буковини утворилася головним чином в другій половині минулого сторіччя, проте аж до кінця XIX століття, велика частина німецького населення краю все ще перебувала в стані так званої « національної байдужості».1897 рік став початком «великого пробудження» та об'єднання усього німецького народу Буковини. 11 квітня відбулися установчі збори, які проголосили про народження великого німецького товариства — Verein der christlichen Deutschen in der Bukowina (Товариство християнських німців Буковини). В цьому товаристві були представлені католики і протестанти, чоловіки і жінки, представники всіх суспільних і професійних станів: службовці, ремісники, промисловці і землевласники, купці і садівники, прислуга і робітники, вчителі та науковці. Напружена і активна діяльність Товариства християнських німців, що кипіла в дванадцяти комітетах, охоплювала майже всі сфери людського життя — господарські й культурні.

## ХХ століття

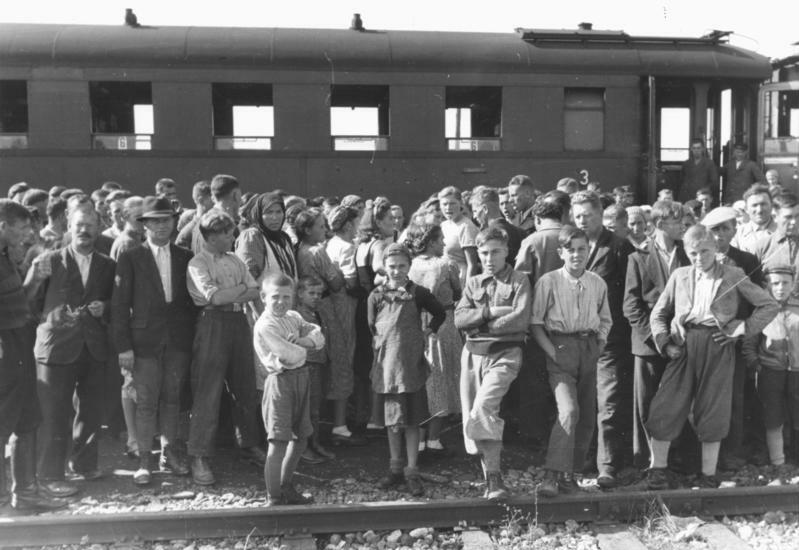
Німецькі переселенці з Буковини та Бессарабії 1940р

Апогеєм німецького національного руху в Буковині став ініційований визначним лідером німців краю Р. Ф. Кайндлем у 1911 р. Перший з'їзд карпатських німців у Чернівцях. Визнаний історик і народознавець намагався перешкодити австро-німецьким націоналістичним намірам Лінцської програми 1881 р. знищення німецького елемента у східних провінціях монархії та, спираючись на результати своїх досліджень, прагнув реалізувати план збереження німецтва карпатського регіону в центральноєвропейському розумінні. Заснований у 1911 р. «Рух карпатських німців», у якому провідні діячі буковинських німців відігравали вирішальну роль, намагався координувати організаційно і програмно, за прикладом німецько-австрійських народних рад, німецький національний рух у карпатському регіоні обох частин монархії. Ініційовані буковинськими німцями, чотири з'їзди карпатських німців напередодні Першої світової війни стали першою спробою транскордонного, культурного та господарського об'єднання німців у Центрально-Східній Європі.
Перша світова війна припинила на чотири роки розвій німецького культурного та громадянського життя на Буковині. Німці Буковини опинилися на час розпаду Австро-Угорщини у складному становищі вимушеного вибору стосовно майбутнього краю: до якої із позицій пристати — української чи румунської.
Для прийняття легітимного рішення від імені усіх буковинських німців у жовтні 1918 р. була створена «Німецька Народна рада Буковини» (Deutscher Volksrat für die Bukowina), яку очолили юристи Альфред Кольрус від імені німців-католиків та Алоїс Лєбутон від імені протестантської громади німців Буковини. Лише з 1919 року починається поступове відродження німцями всього набутого до війни, але вже в якості підданих королівської Румунії. Політика тотальної румунізації’ жителів краю не обминула і німецьку громаду, проте німецька мова й культура ще два десятиліття займали видне місце в містах і селах Буковини. Згідно з проведеним у 1919 р. переписом населення, за офіційними даними, на Буковині проживало 68 075 німців, що становило 8,4 % загальної кількости населення. Велика частина німців проживала в південних повітах краю Кимполунзькому (21,7 %), Гурагуморському (14,9 %) та Радівецькому (12 %). У німецькомовних Чернівцях їхня частка сягала 16 %.
Починаючи з 20-х рр. ХХ ст. встановилися та підтримувалися зв'язки етнічних німців Буковини з Німеччиною та Австрією. Саме для цього були створені «Auslandsinstitute», які діяли у Берліні, Штутгарті та Відні. Зв'язки підтримувалися через А. Кольруса та А. Бутца. В цей період виникає низка молодіжних німецьких організацій. Але домінуючу роль в культурному житті німців краю продовжувало відігравати Товариство християнських німців, яке й далі видавало свій журнал «Bukowiner Bote» та календар «Deutscher Kalender fuer die Bukowina». З метою консолідації всіх національне активних сил Товариство християнських німців висунуло ідею загального об'єднання в одне товариство. Важливу роль у захисті національних прав німецької громади Буковини відігравало німецьке консульство, яке було відкрите у Чернівцях 1923 р. Першим консулом став Пауль Друбба, який був змінений на цій посаді доктором Фрітцем Шелльгорном 18 квітня 1934 р. Останній перебував на даній посаді до листопада 1940 р. У 1930 році з'являється Німецьке культурне товариство (Deutscher Kulturverein), яке як і раніше розміщувалося в Німецькому Домі на Янку Флондор вулиці № 47 (тепер Кобилянської,53). Центром культурної, суспільно-політичної і громадської діяльності німців краю залишався Німецький Дім у Чернівцях. Подібні національні доми діяли також у Сторожинці, передмісті Чернівців Роші, в Глибоці, Молодії та інших повітових центрах та населених пунктах краю, де компактно проживали німці.
Про соціально-економічну структуру німецької громади Буковини повідомляло німецьке консульство у доповідній записці до МЗС в Берліні від 24 листопада 1936 р. Зокрема, вказувалося, що сільським господарством з 66 тис. опитаних займалися 25,3 %, сільське господарство з заняттями ремеслом поєднували 10,3 %. У промисловості були задіяні 23,2 %, а 17,8 % складали представники вільних професій та службовці, як 23,4 % — сезонні та поденні робітники. Проведене опитування показало, що в цілому економічне становище німців краю є досить поганим і багато господарств знаходяться на межі зубожіння, незважаючи на те, що більшість сільськогосподарської продукції з Буковини йде до Німеччини.
З огляду на безнадійне становище німецького шкільництва та селянства як запоруки збереження німецької культури в краї, ідея можливого переселення буковинських німців до Німеччини знайшла підтримку як у Чернівцях, так і в Берліні. Восени 1939 р. у Берліні перебували два представника буковинської німецької етнічної групи з Чернівців, віце-бургомістр д-р Копецкі та професор д-р Маєр, які обговорили з відповідальними імперськими установами питання про переселення німецької етнічної групи у випадку радянської окупації Буковини. 23 жовтня 1939 р. німецький консул у Чернівцях д-р Шельгорн у повідомленні до МЗС у Берліні про расову чистоту буковинських німців зазначав: "Селянство в селах, яке складає основну частину етнічної групи, можна позитивно оцінювати в усіх сенсах. Не таким однозначним є становище серед міських німців.
28 червня 1940 року частини Червоної Армії анексували м. Чернівці та Північну частину Буковини. Цим самим був створений прецедент для проведення організованої акції переселення. Більшість буковинських німців із готовністю чекали розвитку ситуації, яка повинна була принести завершення цілої історичної епохи у долі німецької, австро-німецької громади Буковини, що колись постала за сприяння Йозефа ІІ.

## Німецький народний дім у Чернівцях

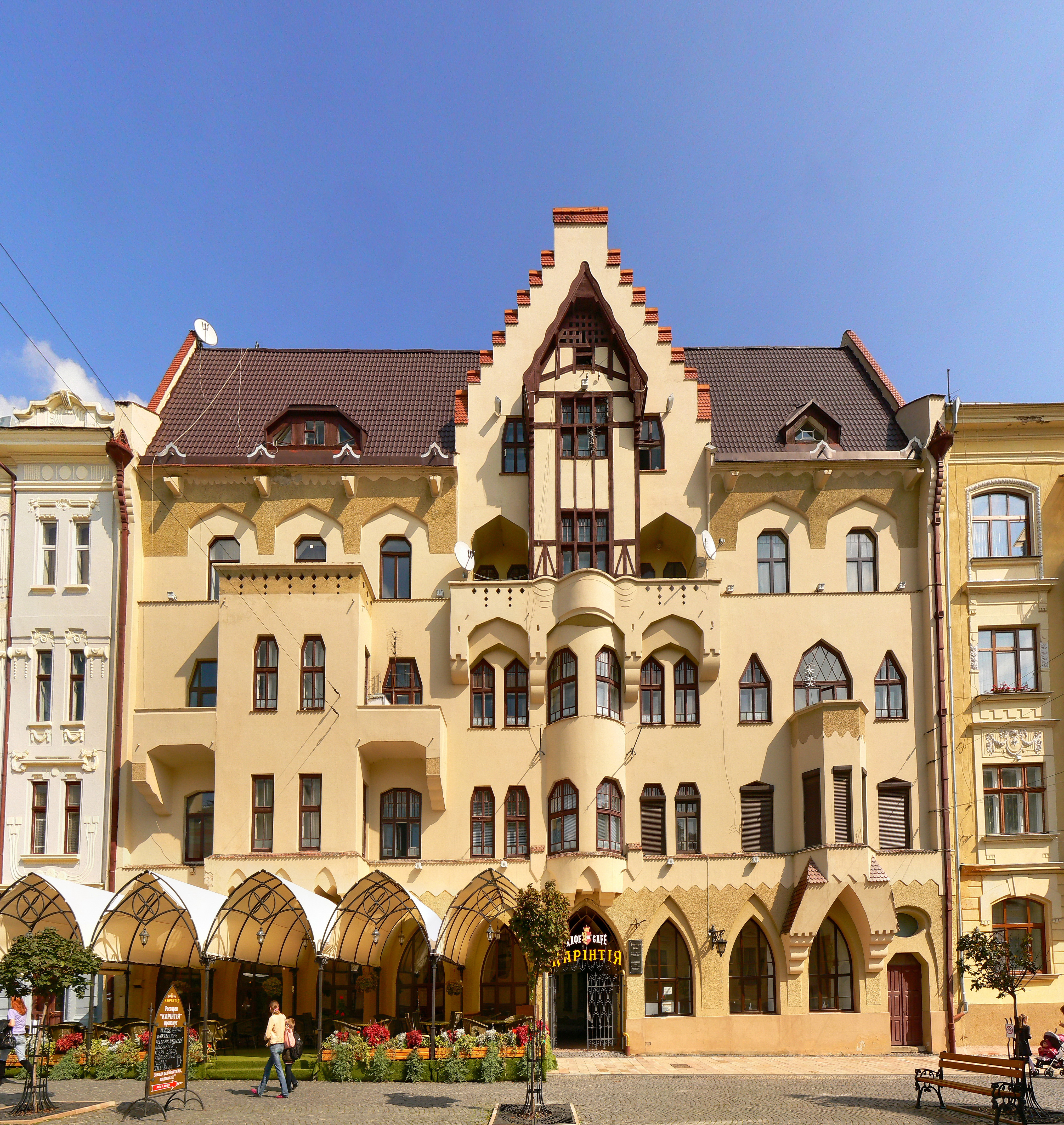
Німецький дім в Чернівцях

Земля для побудови дому була куплена Товариством християнських німців у власника 24 травня 1904 року. Перед тим, як розібрати старі будівлі та приступити до спорудження нового приміщення, у них тимчасово розташували Німецький шкільний інтернат.
У 1908 році правом власності на нерухоме майно по вулиці Панській, 47 (де планувалось побудувати Німецький Дім) володіли чотири німецькі товариства: Товариство християнських німців Буковини, Товариство німецьких сільськогосподарських спілок, Ощадне і позичкове товариство для німців міста Чернівці та передмість, а також Німецька шкільна спілка.
30 березня 1908 року Товариство християнських німців звернулось до Чернівецького магістрату та Буковинської крайової управи з проханням про надання дозволу на будівництво приміщення Німецького Народного Дому за планами, розробленими архітектором Густавом Фрічем.
28 квітня 1908 року відбулася передача земельної ділянки піл новобудову. Керівництво будівельними роботами перебрав на себе надвірний радник Ервін Мюллер. Восени 1908 року монументальна споруда вже стояла під дахом. В ній були передбачені приміщення для великої зали, кав'ярні, приміщення для гостей, зимовий кегельбан, винний погріб і др.
Два роки німецькі товариства проводили внутрішнє облаштування будинку.
4 червня 1910 року будівництво Німецького Дому було завершено.
На свято закінчення будівництва зібралися: німецька громада краю, представники влади, численні гості.
На зібранні багато мовилось про історію німців Буковини, говорилось, що будинок, у який вселяються німці краю, залишиться на довгі десятиліття символом німецької єдності, німецької культури, а також твердинею миру та єдності всіх народностей та національностей, що проживають на Буковині.
«Освячення німецького національного Дому є знаменним актом, навіть більше того, оскільки йдеться про символ національної приналежності», — писала п'ятого червня чернівецька газета «Czernowitzer Tagblatt»
«Німецький Дім є центральним місцем німецького життя»,- повідомляла інша газета «Bukowiner Post». Орган Союзу німців Буковини «Bukowiner Nachrichten» подав, у цей незабутній для німців день, на першій сторінці велике фото новозбудованого Німецького Дому під заголовком «Heil uns'rem Haus!».
У святі взяли участь депутати німецького парламенту, депутати австрійської Палати послів, поважні гості з міста Грац.
В гарних приміщеннях нового Дому розмістилися численні німецькі культурні та господарські товариства, а саме: Німецький Торговий Дім, академічне товариство «Армінія», Товариство християнських німців Буковини, Союз сільськогосподарських товариств Буковини, Райфайзенівська каса та товариство «Прутана». Нова фортеця буковинських німців обійшлася по деяким оцінкам в два мільйони крон. Крім цього будинок мав також приватні квартири, що здавалися в оренду. Цим він відрізнявся від усіх національних будинків Чернівців.